# Armerotragedin

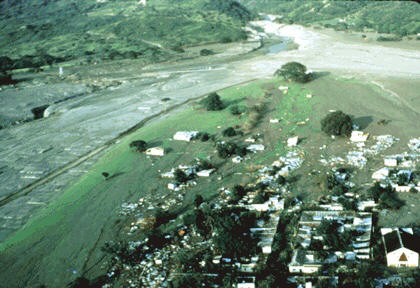
Lahar täckte staden Armero. Över 20 000 människor dog.

Armerotragedin (spanska: Tragedia de Armero) var den stora konsekvensen av att stratovulkanen Nevado del Ruiz i Tolimadepartementet, Colombia fick ett utbrott den 13 november 1985 efter ett uppehåll på 69 år. Då utbrottet skedde var invånarna i närliggande städer ovetande. Experter hade dock varnat myndigheterna och bett dem evakuera området efter att vulkanisk aktivitet spårats redan i september 1985. Trots detta företogs ingen evakuering och fler än 20 000 av stadens 29 000 invånare omkom.

## Fotnoter
1. ↑   Smithsonian Institution: Report on Nevado del Ruiz (Colombia) — June 2017